# 25 let Synkop: Výběr z let 1966–1974
25 let Synkop: Výběr z let 1966–1974 je první kompilační album české rockové skupiny Synkopy. Vydáno bylo při příležitosti 25. výročí založení skupiny v roce 1986 ve vydavatelství Panton (katalogové číslo 8923 0594), tentýž rok také Synkopy pořádaly koncerty s názvem Čtvrtstoletí Synkop, kde se kromě tehdejší sestavy skupiny objevili i někteří z předchozích členů a další hosté. Výběr 25 let Synkop byl vydán pouze na MC a obsahuje písně z let 1966–1974.

## Seznam skladeb
Hudbu složil(i) Oldřich Veselý, pokud není uvedeno jinak. 
| Strana 1 | Strana 1                    | Strana 1 | Strana 1          | Strana 1                                      | Strana 1 |
| Pořadí   | Název                       | Hudba    | Text              | Původní album                                 | Délka    |
| -------- | --------------------------- | -------- | ----------------- | --------------------------------------------- | -------- |
| 1.       | Válka je vůl                |          | František Jemelka | singl „Parte na prodej“/„Válka je vůl“ (1968) |          |
| 2.       | Měl jsem rád tvou peněženku |          | František Jemelka | Synkopy 61 (1968)                             |          |
| 3.       | Suita pro J. S. Bacha       |          | Oldřich Veselý    | Synkopy 61 (1968)                             |          |
| 4.       | Marťan                      |          | František Jemelka | —                                             |          |
| 5.       | Hej, pane můj               |          | František Jemelka | —                                             |          |
| 6.       | Casanova                    |          | František Jemelka | B strana singlu „Bůh lenosti“ (1969)          |          |
| 7.       | Bůh lenosti                 | Směja    | František Jemelka | singl (1969)                                  |          |
| 8.       | Žárlivá dívka               |          | František Jemelka | Festival (1972)                               |          |
| 9.       | Hůl, nůž a cop              | Směja    | Pavel Cmíral      | singl (1971)                                  |          |
| 10.      | Chci děvče stálý            | Rybář    | Hanák             | Festival (1972)                               |          |
| 11.      | Robinson                    | Směja    | Hanák             | singl (1973)                                  |          |

| Strana 2       | Strana 2                                                          | Strana 2       | Strana 2       | Strana 2         | Strana 2 |
| Pořadí         | Název                                                             | Hudba          | Text           | Původní album    | Délka    |
| -------------- | ----------------------------------------------------------------- | -------------- | -------------- | ---------------- | -------- |
| 1.             | Zelený lučištník                                                  |                | Hanák          | Xantipa (1974)   |          |
| 2.             | Ptačí sonáta                                                      |                | Hanák          | Xantipa (1974)   |          |
| 3.             | Balón                                                             |                | Hanák          | Xantipa (1974)   |          |
| 4.             | Poselství dětem                                                   |                | Hanák          | Formule 1 (1975) |          |
| 5.             | Touhy“ 1. „Vnuk Amundsenův“ 2. „Epitaf J. Vernea“ 3. „Atomový věk |                | Hanák          | Formule 1 (1975) |          |
| Celková délka: | Celková délka:                                                    | Celková délka: | Celková délka: | Celková délka:   | 58:17    |